# Karl-Theodor Sturm
Karl-Theodor "Theo" Sturm (né le 7 novembre 1960) est un mathématicien allemand travaillant dans l'analyse stochastique.

## Biographie
Après avoir obtenu son Abitur du Platen-Gymnasium Ansbach en 1980, Sturm fait des études de mathématiques et physique à l'Université d'Erlangen-Nuremberg ; il y obtient en 1986 le diplôme de mathématiques et l'examen d'État en mathématiques et physique. En 1989, il obtient son doctorat, avec une thèse intitulée « Störung von Hunt-Prozessen durch signierte additive Funktionale » (Perturbation des processus de Hunt par des fonctionnelles additives signées) sous la direction de Heinz Bauer et en 1993, il obtient son habilitation. Des postes de visiteurs et de chercheurs le conduisent aux universités de Stanford, Zurich et Bonn ainsi qu'à l'Institut Max-Planck de mathématique dans les sciences. En 1994, il reçoit une bourse Heisenberg de la DFG. Depuis 1997, il est professeur de mathématiques à l'Université de Bonn.

## Responsabilités administratives
De 2002 à 2012, il est vice-porte-parole et membre du comité exécutif du Centre de Recherche Collaborative 611 « Singular Phenomena in Mathematical Models » ; depuis 2013, il est membre du comité exécutif du Centre de Recherche Collaborative 1060 "Les Mathématiques des Effets Emergents". De 2007 à 2010, il est directeur général de l'Institut de mathématiques appliquées. Depuis 2012, il est Coordinateur (Directeur Général) du Pôle d'Excellence « Hausdorff Center for Mathematics ».

## Recherche
Ses recherches portent principalement sur l'analyse stochastique et géométrique. Un de ses travaux remarqués porte sur l'analyse des espaces de Dirichlet locaux, 1993-1995, où il introduit des concepts géométriques pour l'étude des processus stochastiques et transfère des méthodes de la théorie de la régularité elliptique aux opérateurs singuliers sur les espaces abstraits, ainsi que son travail de pionnier sur les limites de Ricci synthétiques pour les espaces de mesure métriques. Ce dernier est développé en collaboration avec John Lott et Cédric Villani - qui à leur tour sont également reconnus dans les Laudatios pour la médaille Fields de Villani.

## Prix
En 2016, il reçoit un ERC Advanced Grant pour son projet de recherche Espaces de mesures métriques et courbure de Ricci - défis analytiques, géométriques et probabilistes. En 2021, il est conférencier plénier au 8e Congrès européen de mathématiques à Portoroz (Metric measure spaces and synthetic Ricci bounds). En 2022, Sturm est élu membre de l'Academia Europaea.